# Desa Sukarapih (administrativ by i Indonesien, lat -6,90, long 107,79)
Desa Sukarapih är en administrativ by i Indonesien.   Den ligger i provinsen Jawa Barat, i den västra delen av landet, 130 km sydost om huvudstaden Jakarta.